# WTA Québec
Das WTA Québec (offiziell: Coupe Banque Nationale, früher: Challenge Bell) war ein Damen-Tennisturnier der WTA Tour, das von 1993 bis 2018 in der kanadischen Provinzhauptstadt Québec ausgetragen wurde.
Es war das letzte reguläre WTA-Turnier, bei dem auf Teppichboden gespielt wurde. Von 2004 bis 2006 und im Jahr 2008 war das Challenge Bell ein Hartplatzturnier.

## Siegerliste

### Einzel
| Jahr                         | Siegerin                   | Finalgegnerin          | Ergebnis       |
| ---------------------------- | -------------------------- | ---------------------- | -------------- |
| ↓ Kategorie: Tier III ↓      |                            |                        |                |
| 1993                         | Nathalie Tauziat           | Katerina Maleewa       | 6:4, 6:1       |
| 1994                         | Katerina Maleewa           | Brenda Schultz         | 6:3, 6:3       |
| 1995                         | Brenda Schultz-McCarthy    | Dominique Monami       | 7:6, 6:2       |
| 1996                         | Lisa Raymond               | Els Callens            | 6:4, 6:4       |
| 1997                         | Brenda Schultz-McCarthy    | Dominique Van Roost    | 6:4, 6:74, 7:5 |
| 1998                         | Tara Snyder                | Chanda Rubin           | 4:6, 6:4, 7:66 |
| 1999                         | Jennifer Capriati          | Chanda Rubin           | 4:6, 6:1, 6:2  |
| 2000                         | Chanda Rubin               | Jennifer Capriati      | 6:4, 6:2       |
| 2001                         | Meghann Shaughnessy        | Iva Majoli             | 6:1, 6:3       |
| 2002                         | Jelena Bowina              | Marie-Gaïané Mikaelian | 6:3, 6:4       |
| 2003                         | Marija Scharapowa          | Milagros Sequera       | 6:2, Aufgabe   |
| 2004                         | Martina Suchá              | Abigail Spears         | 7:5, 3:6, 6:2  |
| 2005                         | Amy Frazier                | Sofia Arvidsson        | 6:1, 7:5       |
| 2006                         | Marion Bartoli             | Olga Putschkowa        | 6:0, 6:0       |
| 2007                         | Lindsay Davenport          | Julija Wakulenko       | 6:4, 6:1       |
| 2008                         | Nadja Petrowa              | Bethanie Mattek        | 4:6, 6:4, 6:1  |
| ↓ Kategorie: International ↓ |                            |                        |                |
| 2009                         | Melinda Czink              | Lucie Šafářová         | 4:6, 6:3, 7:5  |
| 2010                         | Tamira Paszek              | Bethanie Mattek-Sands  | 7:66, 2:6, 7:5 |
| 2011                         | Barbora Záhlavová-Strýcová | Marina Eraković        | 4:6, 6:1, 6:0  |
| 2012                         | Kirsten Flipkens           | Lucie Hradecká         | 6:1, 7:5       |
| 2013                         | Lucie Šafářová             | Marina Eraković        | 6:4, 6:3       |
| 2014                         | Mirjana Lučić-Baroni       | Venus Williams         | 6:4, 6:3       |
| 2015                         | Annika Beck                | Jeļena Ostapenko       | 6:2, 6:2       |
| 2016                         | Océane Dodin               | Lauren Davis           | 6:4, 6:3       |
| 2017                         | Alison Van Uytvanck        | Tímea Babos            | 5:7, 6:4, 6:1  |
| 2018                         | Pauline Parmentier         | Jessica Pegula         | 7:5, 6:2       |

### Doppel
| Jahr                         | Siegerinnen                           | Finalgegnerinnen                                 | Ergebnis           |
| ---------------------------- | ------------------------------------- | ------------------------------------------------ | ------------------ |
| ↓ Kategorie: Tier III ↓      |                                       |                                                  |                    |
| 1993                         | Katrina Adams Manon Bollegraf         | Katerina Maleewa Nathalie Tauziat                | 6:4, 6:4           |
| 1994                         | Elna Reinach Nathalie Tauziat         | Chanda Rubin Linda Harvey-Wild                   | 6:4, 6:3           |
| 1995                         | Nicole Arendt Manon Bollegraf         | Lisa Raymond Rennae Stubbs                       | 7:6, 4:6, 6:2      |
| 1996                         | Debbie Graham Brenda Schultz-McCarthy | Amy Frazier Kimberly Po                          | 6:1, 6:4           |
| 1997                         | Lisa Raymond Rennae Stubbs            | Alexandra Fusai Nathalie Tauziat                 | 6:4, 5:7, 7:5      |
| 1998                         | Lori McNeil Kimberly Po               | Chanda Rubin Sandrine Testud                     | 6:7, 7:5, 6:4      |
| 1999                         | Amy Frazier Katie Schlukebir          | Lindsay Lee Meghann Shaughnessy                  | 6:2, 6:3           |
| 2000                         | Nicole Pratt Meghann Shaughnessy      | Els Callens Kimberly Po                          | 6:3, 6:4           |
| 2001                         | Samantha Reeves Adriana Serra Zanetti | Klára Koukalová Alena Vašková                    | 7:5, 4:6, 6:3      |
| 2002                         | Samantha Reeves Jessica Steck         | Maria Emilia Salerni Fabiola Zuluaga             | 4:6, 6:3, 7:5      |
| 2003                         | Li Ting Sun Tiantian                  | Els Callens Meilen Tu                            | 6:3, 6:3           |
| 2004                         | Carly Gullickson María Emilia Salerni | Els Callens Samantha Stosur                      | 7:5, 7:5           |
| 2005                         | Anastassija Rodionowa Jelena Wesnina  | Līga Dekmeijere Ashley Harkleroad                | 6:74, 6:4, 6:2     |
| 2006                         | Carly Gullickson Laura Granville      | Jill Craybas Alina Schidkowa                     | 6:3, 6:4           |
| 2007                         | Christina Fusano Raquel Kops-Jones    | Stéphanie Dubois Renata Voráčová                 | 6:3, 7:66          |
| 2008                         | Anna-Lena Grönefeld Vania King        | Jill Craybas Tamarine Tanasugarn                 | 7:63, 6:4          |
| ↓ Kategorie: International ↓ |                                       |                                                  |                    |
| 2009                         | Vania King Barbora Záhlavová-Strýcová | Sofia Arvidsson Séverine Brémond Beltrame        | 6:1, 6:3           |
| 2010                         | Sofia Arvidsson Johanna Larsson       | Bethanie Mattek-Sands Barbora Záhlavová-Strýcová | 6:1, 2:6, [10:6]   |
| 2011                         | Raquel Kops-Jones Abigail Spears      | Jamie Hampton Anna Tatischwili                   | 6:1, 3:6, [10:6]   |
| 2012                         | Tatjana Malek Kristina Mladenovic     | Alicja Rosolska Heather Watson                   | 7:65, 6:76, [10:7] |
| 2013                         | Alla Kudrjawzewa Anastasia Rodionova  | Andrea Hlaváčková Lucie Hradecká                 | 6:4, 6:3           |
| 2014                         | Lucie Hradecká Mirjana Lučić-Baroni   | Julia Görges Andrea Hlaváčková                   | 6:3, 7:68          |
| 2015                         | Barbora Krejčíková An-Sophie Mestach  | María Irigoyen Paula Kania                       | 4:6, 6:3, [12:10]  |
| 2016                         | Andrea Hlaváčková Lucie Hradecká      | Alla Kudrjawzewa Alexandra Panowa                | 7:62, 7:62         |
| 2017                         | Tímea Babos Andrea Hlaváčková         | Bianca Andreescu Carson Branstine                | 6:3, 6:1           |
| 2018                         | Asia Muhammad Maria Sanchez           | Darija Jurak Xenia Knoll                         | 6:4, 6:3           |